# كريم بلقاسم (فلم)
كريم بلقاسم، فيلم أنتج في سنة 2015، و هو من إخراج أحمد راشدي. من بطولة سامي علام.
يتناول الثورة التحريرية من خلال أبرز صناعها، حيث يجول عبر مختلف مراحل ثورة نوفمبر المجيدة من خلال ترصد نشاط وكفاح البطل كريم بلقاسم الذي بدأ العمل المسلح ضد المستعمر في 1947.

## تفاصيل الفيلم
- إخراج: أحمد راشدي
- مدير التصوير: عبد الحميد أكتوف
- الموسيقى التصويرية : فريد عوامر.
- الديكورات : سعد ولد بشير ، ياسين عيدود ، رفيق خشبة
- إنتاج : صندوق تنمية الفنون و التقنيات السينمائية (فداتيك)
- كتابة النص: الرائد عز الدين والصحافي بوخالفة أمازيت وأحمد راشدي.[3]
- مدته : 158 دقيقة.
- اللغة الأصلية: العربية والفرنسية والأمازيغية
- النوع: تاريخي